# شهرستان آرلینگتون، ویرجینیا
آرلینگتون یکی از شهرستان‌های شمالی ایالت ویرجینیا آمریکا و دومین شهر بزرگ حومه واشینگتن دی سی محسوب می‌شود که دراصطلاح به آن آرلینگتون یا آرلینگتونِ ویرجینیا گفته می‌شود. بر اساس آمار سال ۲۰۱۵، شهرستان آرلینگتون ۲۲۹٬۱۶۴ نفر جمعیت دارد. این شهرستان در ابتدا بخشی از شهر الکساندریا، ویرجینیا بود. در ۲۷ فوریه سال ۱۸۰۱ و در پی تصمیم برای ایجاد پایتخت ایالات متحده آمریکا در منطقه واشینگتن دی سی و جابجایی مرکز دولت فدرال از فیلادلفیا به این محل، قرار شد که زمین‌هایی که حالا شهر آرلینگتون برآن بنا شده به پایتخت تازه ملحق شود. ستاد آژانس اطلاعات مرکزی آمریکا در نزدیکی آرلینگتون قرار دارد. امادر سال ۱۸۴۶ و در پی تقابل موافقان و مخالفان برده‌داری در آمریکا، کنگره ایالات متحده آمریکا تصمیم گرفت که سرزمین‌های اهدایی ایالت ویرجینیا را بازپس دهد.
آرلینگتون از لحاظ جغرافیایی در شمال ایالت ویرجینیا و در ساحل جنوبی رودخانه رود پوتوماک قرار دارد. این رودخانه شمال آرلینگتون را از واشینگتن دی سی جدا می‌کند. این شهرستان با مساحتی معادل ۲۶ مایل مربع (۶۷ کیلومتر مربع) از شمال غربی با شهرستان فرفکس، ویرجینیا و از جنوب غربی با شهر فالز چرچ، ویرجینیا هم‌مرز است. آرلینگتون به دلیل نزدیکی به واشینگتن دی سی، بسیاری از ساختمان‌های مهم یا دولتی را در خود جای داده‌است که از آن جمله می‌توان به مرکز فرماندهی وزارت دفاع ایالات متحده آمریکا (پنتاگون)، اداره مبارزه با مواد مخدر آمریکا، اداره امنیت حمل و نقل آمریکا (TSA)، سازمان پروژه‌های تحقیقاتی پیشرفتهٔ دفاعی (دارپا)، فرودگاه ملی رونالد ریگان واشینگتن، آرامگاه ملی آرلینگتون، نیوزیوم و ده‌ها شرکت و سازمان دولتی و غیردولتی دیگر اشاره کرد.
آرلینگتون یکی از پردرآمدترین شهرستان‌های آمریکا بوده و به استناد گزارش سال ۲۰۱۶ سایت Bankrate.com، آرلینگتون به دلیل نرخ پایین خشونت، مالیات مناسب، آب و هوا، خدمات شهری و مواردی از این دست، یکی از بهترین محل‌ها برای سپری کردن دوران بازنشستگی محسوب می‌شود.